# جيمس جارفين (كرة سلة)
جيمس جارفين (بالإنجليزية: James Garvin)‏ مواليد 5 فبراير 1950، هو لاعب كرة سلة أمريكي معتزل. تم اختياره من قبل فريق بوفالو بريفز خلال الدرافت ولعب معه في الرابطة الوطنية لكرة السلة. حمل الرقم 30. يبلغ طوله 6 قدم 7 بوصة (2.0 م).

## روابط خارجية
- جيمس غارفين على موقع إن بي أي (الإنجليزية)
- جيمس غارفين على موقع سبورتس رفرنس (الإنجليزية)
- جيمس غارفين على موقع كلية كرة السلة في سبورتس رفرنس.كوم (الإنجليزية)
- جيمس غارفين على موقع ريلجم (الإنجليزية)
- جيمس غارفين على موقع بروبوليرز (الإنجليزية)